# Luodian (köpinghuvudort i Kina, Hubei Sheng, lat 31,11, long 113,39)
Luodian är en köpinghuvudort i Kina. Den ligger i provinsen Hubei, i den centrala delen av landet, omkring 100 kilometer nordväst om provinshuvudstaden Wuhan. Antalet invånare är 62 504. Befolkningen består av 30 766 kvinnor och 31 738 män. Barn under 15 år utgör 13,0 %, vuxna 15-64 år 76 %, och äldre över 65 år 10,0 %.
Runt Luodian är det tätbefolkat, med 636 invånare per kvadratkilometer. Luodian är det största samhället i trakten. Trakten runt Luodian består till största delen av jordbruksmark.
Genomsnittlig årsnederbörd är 1 226 millimeter. Den regnigaste månaden är september, med i genomsnitt 179 mm nederbörd, och den torraste är december, med 15 mm nederbörd.